# 하워드 크레인

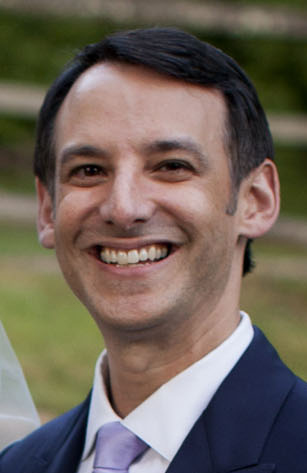
하워드 크레인

하워드 데이비드 크레인(영어: Howard David Krein, 1966/1967년 ~ )은 미국의 이비인후과 전문의, 성형외과 의사, 비즈니스 임원이다. 그는 조 바이든 미국 대통령의 딸인 애슐리 바이든의 남편이다. 그는 토마스 제퍼슨 대학교의 이비인후과 교수이며 토마스 제퍼슨 대학교 병원의 안면 미용 및 재건 센터의 창립 파트너이자 공동 책임자이다. 크레인은 벤처 캐피털 및 보건 기술 회사인 스타트업 헬스의 최고 의료 책임자이다. 그는 2017년부터 2019년까지 바이든 암 이니셔티브의 이사회에서 근무했다. 크레인은 2020년 대선 캠페인에서 비공식적인 역할로 코로나19 팬데믹 대응에 대해 조언했다.